# Cyclomera dispar
Cyclomera dispar är en skalbaggsart som beskrevs av Johann Christoph Friedrich Klug 1855. Cyclomera dispar ingår i släktet Cyclomera och familjen Melolonthidae. Inga underarter finns listade i Catalogue of Life.